# Liisu
Liisu es una variedad cultivar de ciruelo (Prunus domestica), de las denominadas ciruelas europeas.
Una variedad de ciruela criada en 1965 en el Centro de Investigación Polli Garden, Tartu, como cruce de 'Liivi Kollane Munaploom' x 'Suhkruploom'.
Las frutas de tamaño medio a grande de forma ovoide ovalada, su epidermis con un color principal rojo con amplias zonas violetas, y pulpa de color amarillo blanquecino, consistencia media, agridulce, de muy buen sabor. Tolera las zonas de rusticidad según el departamento USDA, de nivel I a II.

## Historia
'Liisu' variedad de ciruela europea que fue obtenida antes de 1965 por los investigadores Arthur Jaama y Eevi Jaama en el Centro de Investigación Hortícola Polli, dependiente del "Departamento de Ciencias de la Vida" de la Universidad de Tartu, siendo el resultado del cruce efectuado de 'Liivi Kollane Munaploom' como "Parental Madre" x  polen de 'Suhkruploom' como "Parental Padre".
El cultivo comenzó en 1965, pero la variedad no entró en el mercado hasta 1995. Para el nombre de la nueva variedad combinaron las tres primeras letras del nombre de la variedad madre (Lii) más las dos primeras letras del nombre de la variedad masculina (Su). La variedad 'Kadri' también procede del mismo cruce. Los criadores fueron notificados en base a los documentos presentados en la oficina de variedades vegetales en Moscú, URSS. En 1984, a partir de la inclusión de 'Liisu' en el comparativo nacional de variedades en diversos experimentos realizados en el país. Debido a que en los siguientes años hubo pocas variedades, fue reproducido y distribuido hasta cierto punto, en 1995 fue incluido en la "Lista de variedades recomendadas". Sin embargo con la recuperación de la independencia en Estonia, los documentos de variedades llegaron a nivel internacional, y los datos se reformaron según las normas reconocidas. La presentación de la solicitud fue registrada (6. K. 98) y el año de emisión del certificado de variedad es 2004.

## Características
'Liisu' es un árbol de porte erguido, semi robusto, es de mediana altura. 'Liisu' es autoestéril, heredado de su padrino materno, los buenos polinizadores son 'Duke of Edinburgh', 'Emma Leppermann' y 'Queen Victoria', con tiempos de floración muy coincidentes. Los rendimientos de 'Liisu' en Polli han sido en promedio por árbol: 1981 – 24 kg, 1982 – 18 kg, 1983 – 12 kg, 1984 – 24 kg y 1985 – 18 kg. En los inviernos más duros, el árbol es tierno y puede sufrir graves daños, pues se puede congelar hasta el nivel de la nieve) y dejar sin cosechar. Las enfermedades pueden incluir la hoja de plata. Los árboles cultivados de forma nativa dan brotes de raíces que pueden desarrollarse lejos del árbol padre Flor blanca, que tiene un tiempo de floración que comienza a partir del 21 de abril con el 10% de floración, para el 26 de abril tiene una floración completa (80%), y para el 3 de mayo tiene un 90% de caída de pétalos.
'Liisu' tiene una talla de tamaño medio a grande de 33 a 42 g, la forma es ovoide ovalada, su epidermis con un color principal rojo con amplias zonas violetas, la sutura se puede ver como una línea, con manchas y puntos rojo a violeta más grandes o más pequeños, con pruina; pedúnculo de longitud mediano, fuerte, con una longitud promedio de 11.05 mm; pulpa de color amarillo blanquecino, consistencia media, agridulce, de muy buen sabor. En seguimiento como promedio los azúcares representan una media del 9,9% en los análisis de laboratorio químico de Polli, ácido 1,38% y vitamina C 9 m% (Jaama, A. y E., 1990).
Hueso no adherente, grande, alargado, asimétrico, con el surco dorsal muy ancho y profundo, los laterales más superficiales, zona ventral poco sobresaliente, superficie rugosa.
Su tiempo de recogida de cosecha es a mediados de agosto, incluso el primero de agosto en un verano cálido y soleado.

## Usos
Se usa comúnmente como postre fresco de mesa buena ciruela de postre de fines de verano. Tiene también aplicaciones culinarias sobre todo para hacer compota.